# Carolus sinemariensis
Carolus sinemariensis är en tvåhjärtbladig växtart som först beskrevs av Jean Baptiste Christophe Fusée Aublet, och fick sitt nu gällande namn av W.R.Anderson. Carolus sinemariensis ingår i släktet Carolus och familjen Malpighiaceae. Inga underarter finns listade i Catalogue of Life.